# Charles Ryder Retorno a Brideshead

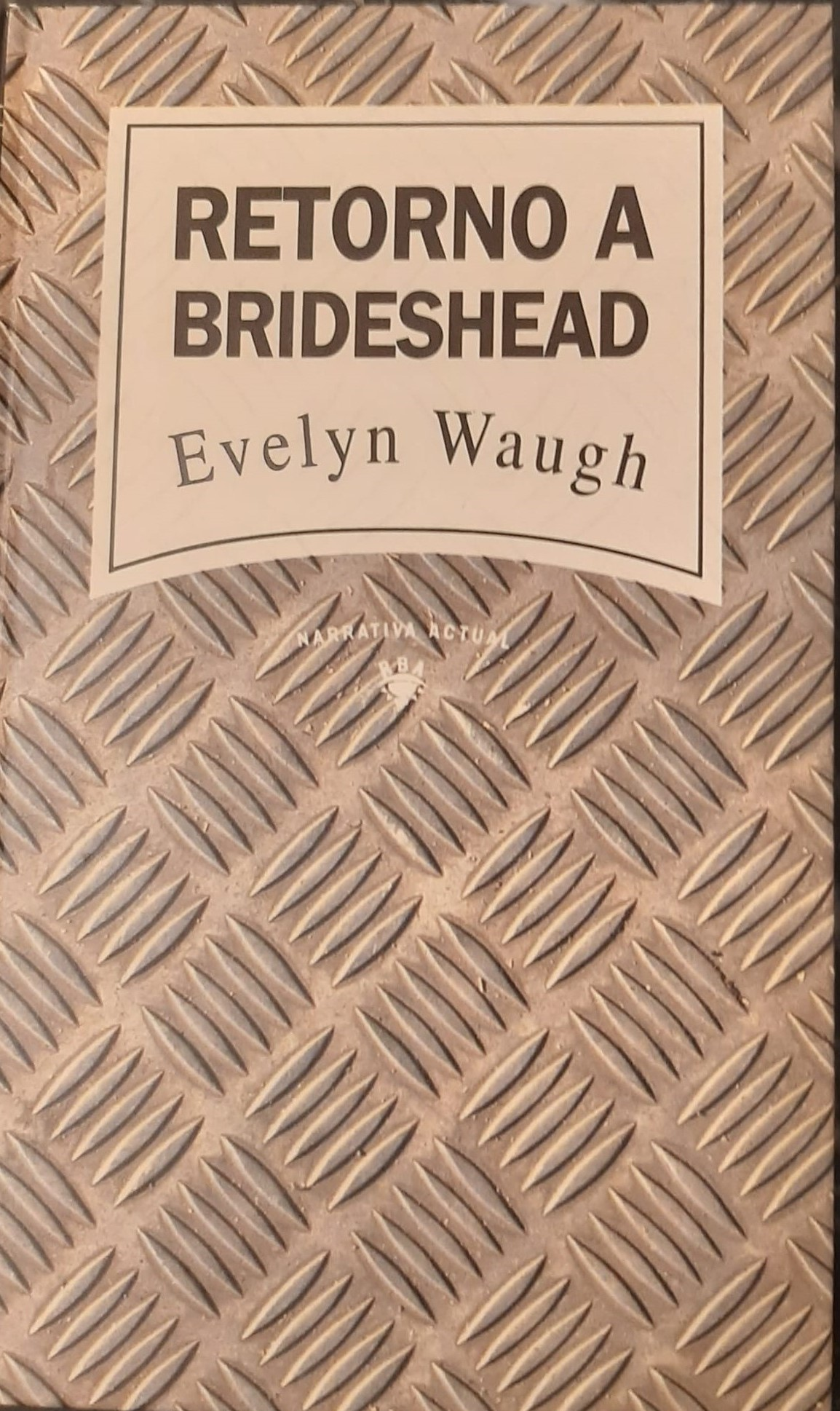
Portada de la novela Retorno a Brideshead de Evelyn Waugh

Charles Ryder es el protagonista de la novela Retorno a Bideshead del escritor inglés Evelyn Waugh (1945) la cual versa sobre la amistad entre dos jóvenes en Inglaterra a comienzos del siglo XX, dejando ver las diferencias religiosas del momento, aspecto clave en el desarrollo de una amistad. Esta novela fue incluida por la revista Time en la lista de las 100 mejores novelas del siglo XX.
Charles Ryder, narrador y protagonista de esta historia, es un joven inglés de familia anglicana no practicante. A la edad de 19 años, este joven agnóstico acude a Oxford estudiar y conoce a Sebastian Flyte. La obra recoge 20 años de la vida de Charles, por lo que en este periodo de tiempo se pueden distinguir tres etapas y, por ende, tres Charles Ryders.

## Breve introducción a la novela de Waugh:Retorno a Brideshead
Inglaterra en las primeras décadas del siglo XX, más concretamente en la universidad de Oxford, es donde tiene lugar el surgimiento de una amistad de lo más especial: Sebastian de tradición católica y Charles de origen anglicano, aunque agnóstico en la realidad. Esta diferencia de religiones entre ambos es uno de los puntos clave en el que el autor se sirve para describir la sociedad inglesa del momento, narrando los conflictos religiosos del momento. 
Ambos personajes principales, tanto Charles Ryder como Sebastian Flyte poseen una personalidad de lo más peculiar; Sebastian tiende a ser una persona infantil, mientras Charles se mantiene maduro en su arrogancia.
La relación avanza a medida que la universidad avanza, a medida que ellos crecen de manera conjunta y a medida que en ellos va cambiando su espiritualidad.
Como describió el propio Evelyn Waugh, la novela “trata de lo que la teología llama «la intervención de la gracia divina», es decir, el acto de amor unilateral e inmerecido por el que Dios llama continuamente las almas hacia Sí”.

## Etapas vitales de Charles Ryder
En primer lugar, la etapa de adolescencia y juventud, en la cual tiene lugar su primer encuentro con Sebastian y su acercamiento a la familia Flyte. Charles es una persona interesada por la familia de Sebastian, aunque mira con reticencias la religiosidad de estos. Asimismo, la relación con su padre es competitiva y tormentosa, afectada tras el fallecimiento de su madre. Esta etapa de felicidad y de carpe diem llegará a su fin cuando los caminos de Charles y Sebastian se bifurquen, pues su relación acaba por deteriorarse.
En segundo lugar, ya pasados unos años, se presenta a un Charles adulto, exitoso (se convierte en un artista de renombre) y casado, aunque infeliz. La tristeza se acrecienta al encontrarse en un crucero con Julia, la hermana de Sebastian, de la que se enamora profundamente, pese a estar ambos casados. De esta forma, Charles se vuelve a adentrar en el mundo de la familia Brideshead y, con ello, con el catolicismo. Pese a seguir mostrando repulsión hacia la moral católica, acaba por comprender la importancia que esta tiene en la familia, lo que llevará su relación con Julia a una inevitable tragedia.
Por último, al principio y al final de la obra (pues gran parte de esta consiste en un flashback), se presenta a un Charles Ryder mayor, de 39 años y sin rumbo en la vida en plena Segunda Guerra Mundial. Ya no es un pintor exitoso, ahora es un capitán que se encuentra perdido y lleno de remordimientos por los errores del pasado que no puede arreglar (Sebastian, su exmujer y Julia). Sin embargo, las remembranzas de su juventud y la visita inesperada a la mansión de los Flyte enciende en él una llama de esperanza y de gracia que termina por acercar a Charles a la fe en la trascendencia y el sentido de la vida.